# Coll de Banyuls

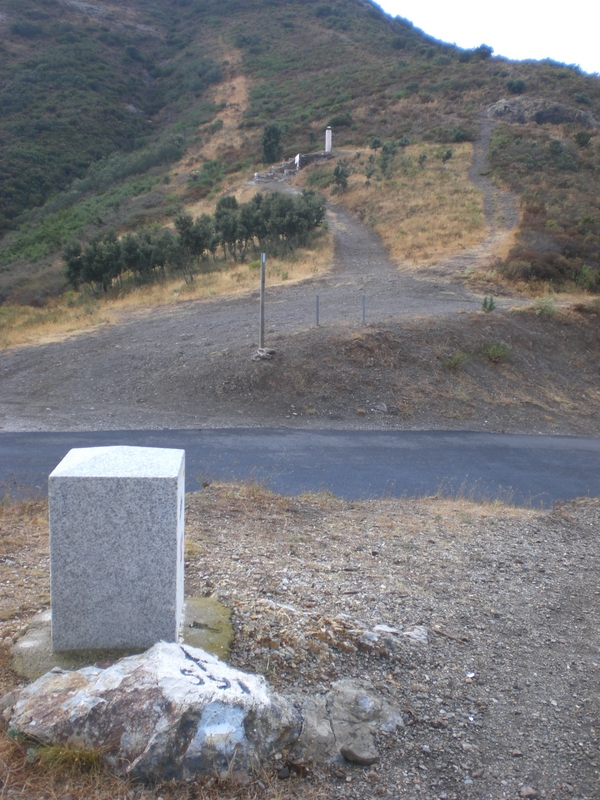
Vista del Coll de Banyuls, amb la fita de frontera en primer terme i el refugi del CEE al fons

El Coll de Banyuls és un coll de la Serra de l'Albera situat a 357 metres, entre els termes municipals de Rabós, a l'Alt Empordà i Banyuls de la Marenda, al Rosselló.

## Situació
Està situat en el sector sud-oest del terme de Banyuls de la Marenda i al nord-est del de Rabós. Separa les valls de l'Orlina, al sud-oest, i de la Ribera de Vallàuria, al nord-est. La pista moderna, asfaltada, de fet passa pel Coll del Pastor Mort, situat 235 metres al nord-oest del vell Coll de Banyuls.
És un dels tres únics passos de carretera, juntament amb el Portús i el del Coll dels Belitres, que tenen els Pirineus en el seu extrem oriental. Es pot percebre des de qualsevol punt de la plana empordanesa. A l'antic Coll del Pastor Mort hi ha la fita fronterera número 591 i, a la part francesa, un monument a la crida que va fer el general Charles de Gaulle per l'alliberament de França. S'hi posaren també tres rètols sobre la guerra civil espanyola (1936-1939). La fita és una creu gravada i pintada en una pedra horitzontal a ran de terra a ran del costat de llevant de la pista, reforçada per una fita cúbica, en el tros que emergeix del terra, amb els cantells arrodonits. A poca distància al sud-est, al vell Coll de Banyuls, hi ha la fita fronterera número 592, també gravada i pintada en una roca a ran de terra en el costat est del camí.
Actualment, una carretera de muntanya que ressegueix la vall alta de l'Orlina permet el pas de qualsevol tipus de vehicle des d'Espolla o des de Rabós fins a Banyuls. Al costat oriental del coll, una mica per damunt seu, hi ha un refugi obert del Centre Excursionista Empordanès emplaçat en un antic búnquer de vigilància fronterera situat dins del terme de Rabós.
El Coll de Banyuls és un dels indrets de pas habituals en les rutes excursionistes de les Alberes, així com un destí per ell mateix atesa la seva posició.

## Història

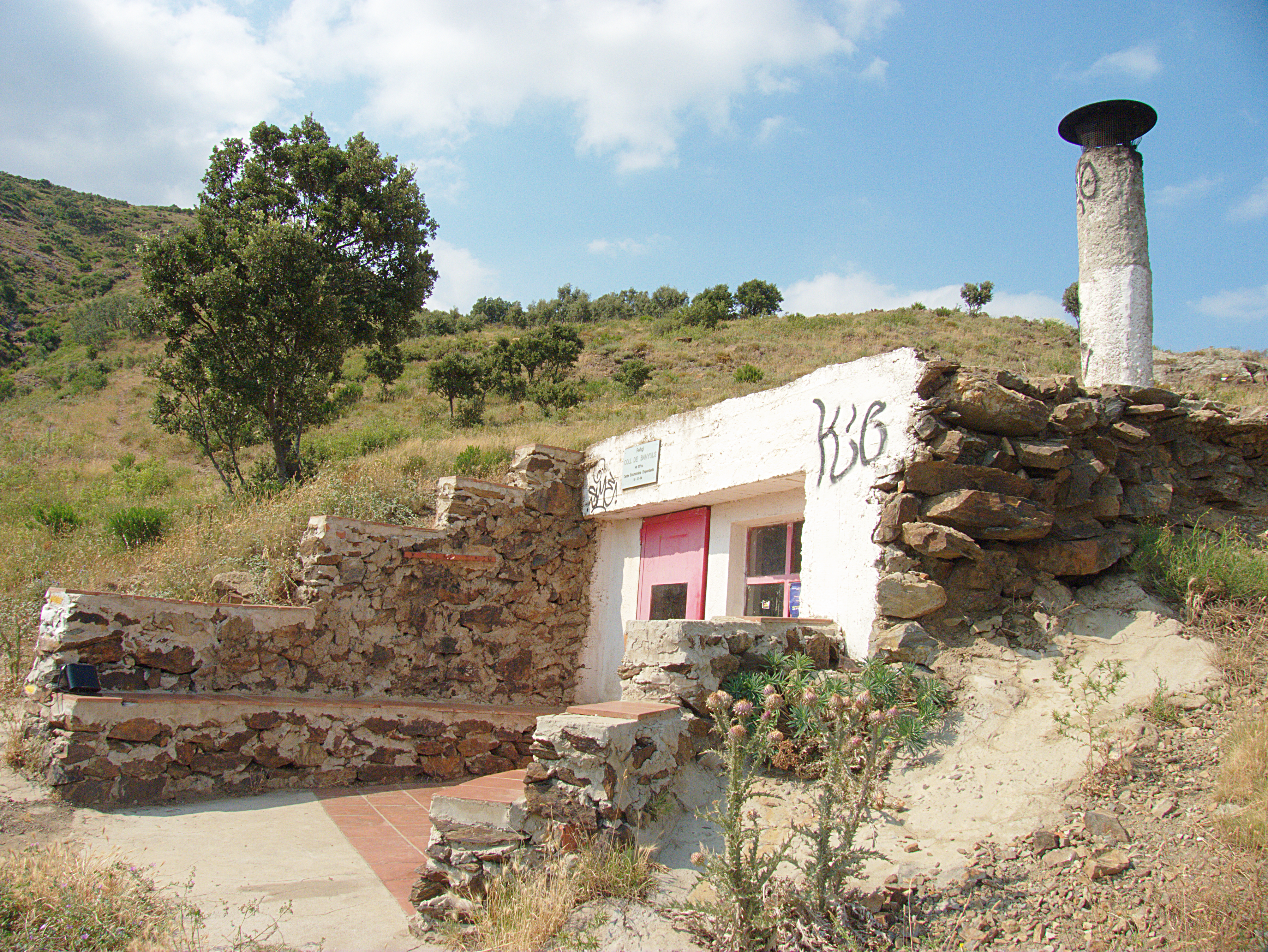
El refugi del Coll de Banyuls

Pel Coll de Banyuls, antigament anomenat Coll d'Espills, circulava una de les vies que unien la Catalunya del Sud, l'Empordà, amb la del Nord, el Rosselló. Va ser un dels tres passos, el central, que va fer servir el rei visigot Wamba per travessar la Serra de l'Albera en direcció a la Septimània. Pujava des de la costa rossellonesa cap a la serra per la vall del Ravaner. A ponent seu, un altre pas va ser a través de la Vall de Sant Martí, cap a la Torre de la Maçana i el Coll de la Carbassera, i a llevant, cap a Cotlliure pel Coll de la Farella.
L'11 de gener de 2021, les autoritats franceses de la Prefectura dels Pirineus Orientals van decidir tancar cinc passos fronterers amb grans blocs de pedra a la carretera, fet que impossibilitava la circulació de vehicles. Després de diverses protestes, dos d'ells es van reobrir el 3 de maig. No obstant això, el 2 de juny, l'acció ciutadana agrupada entorn a la plataforma Esborrem la frontera va decidir obrir unilateralment el pas de Banyuls. Aquell va ser el tercer dels cincs accessos bloquejats, ja que encara restaven neutralitzats els del coll de Manrella i el que uneix Age i la Vinyola. El mateix dia, poques hores després, l'Administració francesa va tornar a bloquejar l'accés. La plataforma contrària, instituïda com el col·lectiu Obrim passos, va manifestar que allò que podria ser «una mostra de sentit comú» s'havia convertit «en un embolic», que denotava «absurditat» i «manca de consideració» per la població del territori. El 28 de novembre, una trentena de persones contràries al bloqueig fronterer van tornar a enretirar els blocs amb la força de les mans. El 30 de novembre, la Prefectura va tornar a tancar el pas de la carretera amb pedres gegants.
El 22 de gener de 2022, veïns d'Espolla van obrir de nou el pas fronterer per tal de facilitar l'accés a la Fira de l'Oli del poble. El dia abans, la Comissió Europea havia iniciat un «diàleg polític i tècnic» amb les autoritats franceses per tal de revertir el tancament persistent i sistemàtic de passos entre el nord i el sud dels territoris històrics de Catalunya i del País Basc, així com optar per mesures alternatives com ara la cooperació policial transfronterera reforçada. No obstant això, La Prefectura dels Pirineus Orientals va decidir tornar a barrar el pas amb la instal·lació de pedres i terra. El mes de juliol es va constituir el col·lectiu Albera Sense Fronteres per aplegar els detractors de la interrupció del pas fronterer. El president de l'entitat és l'advocat Pere Becque i compta amb més de 1.200 socis d'ambdós costats de l'Albera. A l'agost, l'entitat va fer un requeriment al prefecte exigint el retorn a la normalitat del pas i, si en dos mesos no rebia resposta, es plantejava portar el prefecte Rodrigue Furcy a judici. La contestació va arribar a l'octubre en forma de reunió bilateral i Furcy va anunciar que el bloqueig es mantindria al llarg del 2022, ja que, a parer seu, l'obertura podria esdevenir una ruta alternativa per a la delinqüència, com ara per a «la immigració irregular i l'amenaça terrorista». Una de les respostes a la negativa va ser la convocatòria de diverses accions al llarg del coll, com ara la compareixença del 29 d'octubre de l'eurodiputada Clara Ponsatí. El 30 de novembre, la consellera d'Acció Exterior i Unió Europea de la Generalitat de Catalunya, Meritxell Serret, va expressar al 40è Consell Plenari de la Comunitat de Treball dels Pirineus la seva «perplexitat» davant del bloqueig reiterat de les autoritats franceses.
El 18 de gener de 2023, els eurodiputats ecologistes Jordi Solé i François Alfonsi i el socialdemòcrata Éric Andrieu, van impulsar una carta adreçada Pedro Sánchez i Emmanuel Macron, president espanyol i francès respectivament, perquè la reobertura dels passos es tractés a la 27a cimera francoespanyola del 19 de gener a Barcelona, en la qual s'havia de ratificar el Tractat d'amistat i cooperació reforçada entre Espanya i França. L'emissiva, signada per 31 eurodiputats, com ara Carles Puigdemont, Toni Comín, Clara Ponsatí, Diana Riba i Ernest Urtasun, es va presentar en roda de premsa al Parlament Europeu, a Estrasburg. Concretament, Solé, Alfonsi, Andrieu, Ponsatí i el batlle d'Espolla Carles Lagresa van denunciar públicament la situació i van sol·licitar a la Comissió Europea que es posicionés en un afer considerat una vulneració del Dret comunitari europeu més fonamental com és el de la lliure circulació de persones. Dos dies després, el 20 de gener, veïns d'Espolla tornaren a reobrir el coll en ocasió de la Fira de l'Oli i de l'Olivera, que s'organitza anualment al poble. A mode de denúncia del tall persistent, una de les pedres que bloquejaven la lliure circulació de vehicles va ser exposada a la fira. Tanmateix, el 23 de gener les autoritats franceses van tornar a tancar el pas.
El 18 de gener de 2024, el ple del Parlament Europeu va aprovar un report on es va especificar «preocupació per les dificultats i reptes» amb què es trobava la ciutadana pels tancaments fronterers dins la UE i plantejava la necessitat de «mantenir la cooperació» entre administracions públiques en casos de crisis.